# Pseudancita curvifascia
Pseudancita curvifascia är en skalbaggsart som först beskrevs av Aurivillius 1927.  Pseudancita curvifascia ingår i släktet Pseudancita och familjen långhorningar. Inga underarter finns listade i Catalogue of Life.